# Chester Pierce Butler

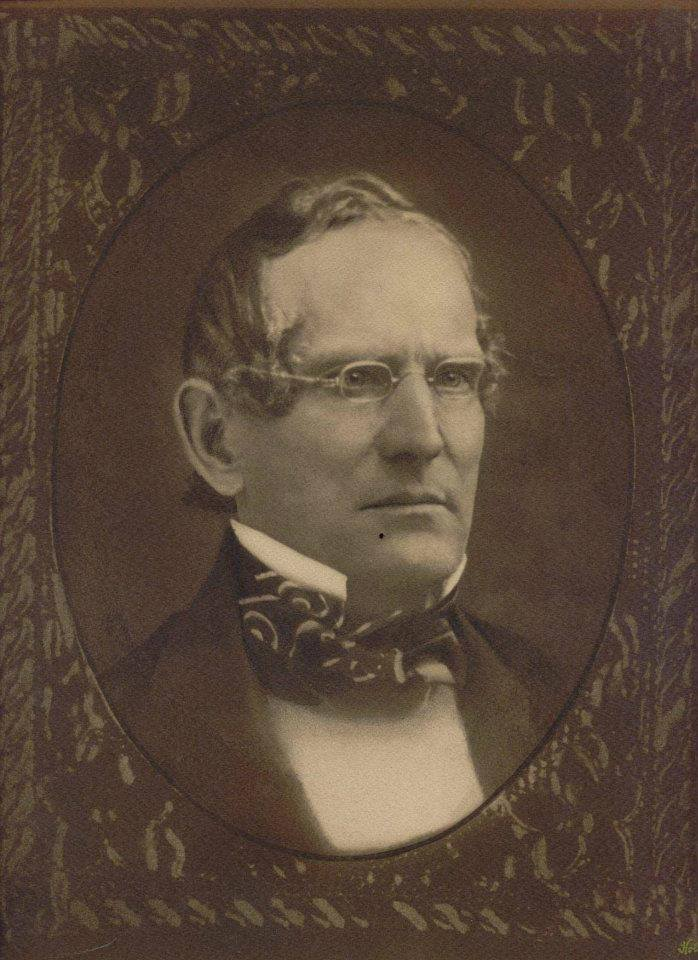

Chester Pierce Butler (* 21. März 1798 in Wilkes-Barre, Pennsylvania; † 5. Oktober 1850 in Philadelphia, Pennsylvania) war ein US-amerikanischer Politiker. Zwischen 1847 und 1850 vertrat er den Bundesstaat Pennsylvania im US-Repräsentantenhaus.

## Werdegang
Chester Butler besuchte die Wilkes-Barre Academy, deren Kurator er später zwischen 1818 und 1838 werden sollte. Im Jahr 1817 absolvierte er das Princeton College. Nach einem anschließenden Jurastudium an der Litchfield Law School und seiner 1820 erfolgten Zulassung als Rechtsanwalt begann er in Wilkes-Barre in diesem Beruf zu arbeiten. Zwischen 1821 und 1824 war er als Register und Recorder für die Verwaltung des Luzerne County tätig. In den Jahren 1832, 1838, 1839 und 1843 wurde er in das Repräsentantenhaus von Pennsylvania gewählt. Er wurde Mitglied der in den 1830er Jahren gegründeten Whig Party.
Bei den Kongresswahlen des Jahres 1846 wurde Butler im elften Wahlbezirk von Pennsylvania in das US-Repräsentantenhaus in Washington, D.C. gewählt, wo er am 4. März 1847 die Nachfolge des Demokraten Owen D. Leib antrat. Nach einer Wiederwahl konnte er bis zu seinem Tod am 5. Oktober 1850 im Kongress verbleiben. Zunächst war seine Abgeordnetenzeit noch von den Ereignissen des Mexikanisch-Amerikanischen Krieges geprägt. Danach standen die Diskussionen um die Sklaverei im Vordergrund. In Butlers Todesjahr wurde der von Henry Clay erarbeitete Kompromiss von 1850 verabschiedet.